# Ceratopogon willisi
Ceratopogon willisi är en tvåvingeart som beskrevs av Art Borkent och Eileen D. Grogan 1995. Ceratopogon willisi ingår i släktet Ceratopogon och familjen svidknott. Inga underarter finns listade i Catalogue of Life.